# Salvatore Nobili Vitelleschi

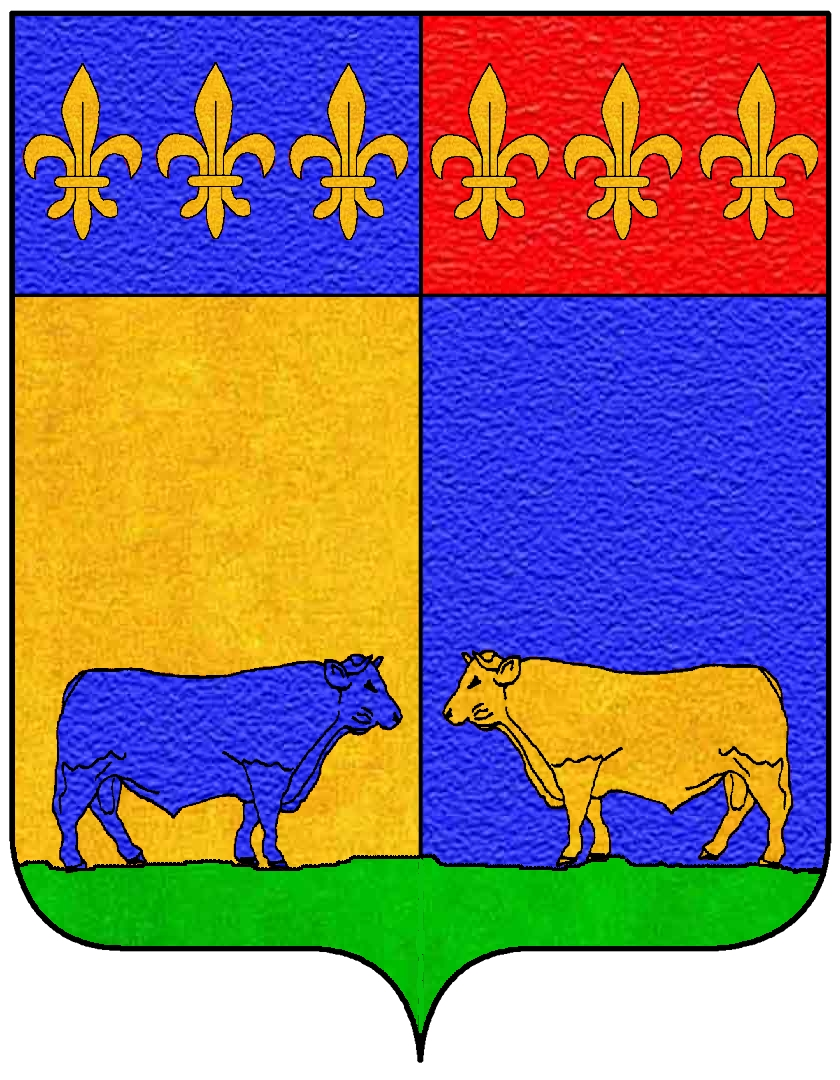
Stemma Vitelleschi

Salvatore Nobili Vitelleschi (Roma, 21 luglio 1818 – Roma, 17 ottobre 1875) è stato un cardinale e arcivescovo cattolico italiano.

## Biografia
Nacque a Roma il 21 luglio 1818.
Papa Pio IX lo elevò al rango di cardinale nel concistoro del 17 settembre 1875.
Morì il 17 ottobre 1875 all'età di 57 anni.

## Genealogia episcopale
La genealogia episcopale è:
- Cardinale Scipione Rebiba
- Cardinale Giulio Antonio Santori
- Cardinale Girolamo Bernerio, O.P.
- Arcivescovo Galeazzo Sanvitale
- Cardinale Ludovico Ludovisi
- Cardinale Luigi Caetani
- Cardinale Ulderico Carpegna
- Cardinale Paluzzo Paluzzi Altieri degli Albertoni
- Papa Benedetto XIII
- Papa Benedetto XIV
- Cardinale Enrico Enriquez
- Arcivescovo Manuel Quintano Bonifaz
- Cardinale Buenaventura Córdoba Espinosa de la Cerda
- Cardinale Giuseppe Maria Doria Pamphilj
- Papa Pio VIII
- Papa Pio IX
- Cardinale Salvatore Nobili Vitelleschi